# Виеру, Денис
Денис Виеру (рум. Denis Vieru; род. 10 марта 1996, Кишинёв) — молдавский дзюдоист, бронзовый призёр летних Олимпийских игр 2024 года, чемпион и призёр чемпионатов Европы, призёр чемпионатов мира.

## Биография
Родился в 1996 году в Республике Молдавии.
Денис Виеру завоевал золотую медаль на турнире Большого Шлема в Париже в 2019 году. Взял золото на Гран-При в Анталье в 2019 году. Стал победителем Универсиады в Неаполе.
На предолимпийском чемпионате мира 2019 года, который проходил в Токио завоевал бронзовую медаль, победив в поединке за третье место монгольского спортсмена Басхуу Йондонперенлей. Это первый столь серьёзный успех спортсмена на мировых чемпионатах.
В 2020 году на чемпионате Европы в ноябре в чешской столице, Денис смог завоевать бронзовую медаль турнира. В четвертьфинале уступил сербскому дзюдоисту Страхине Бунцич.
На летних Олимпийских играх 2024 года в Париже, в весовой категории до 66 кг завоевал бронзовую медаль, в схватке за третье место одолел соперника из Франции Валида Хяра. Это была первая в истории олимпийская медаль сборной Молдавии в дзюдо.